# 水中文化遺産保護条約
水中文化遺産保護条約（すいちゅうぶんかいさんほごじょうやく、英語：Convention on the Protection of the Underwater Cultural Heritage）は、2001年11月の国際連合教育科学文化機関（ユネスコ）総会で採択された、沈没船や海底遺跡などの水中文化遺産の保護を目的とした国際条約である。正式名称は、水中文化遺産の保護に関する条約。批准国がその発効に必要な20か国に達したため、2009年1月に発効した。

## 概要
1943年にスクーバダイビングの技術が発明されて以降、水中考古学の本格的な開始と同時に、トレジャーハンターの活動が世界大で活発となった。トレジャーハンターは、学術的な海洋考古学調査や研究を実施することなしに、経済的に価値がある水中文化遺産、とりわけ沈没船からの積載物、だけを無秩序に引き揚げ、それらを商業目的で売却した。20世紀も後半になると、高度な水中探査技術の発達とともに、トレジャーハンターの活動もより大規模かつ組織的となり、オークションなどを悪用した水中文化遺産の売買などが国際的な非難を浴びるようになっていった。しかし、こうしたトレジャーハンターの活動を規制する国際条約は存在していなかった。
1982年に国連海洋法条約が採択、同国際条約は1994年に発効した。同条約は、水中文化遺産に関連して、その第149条：考古学上の物及び歴史的な物で「深海底において発見された考古学上の又は歴史的な特質を有するすべての物については、当該物の原産地である国、文化上の起源を有する国又は歴史上及び考古学上の起源を有する国の優先的な権利に特別の考慮を払い、人類全体の利益のために保存し又は用いる」と定め、第303条：海洋において発見された考古学上の物及び歴史的な物の第１項で「いずれの国も、海洋において発見された考古学上の又は歴史的な特質を有する物を保護する義務を有し、このために協力する」と定めている。しかし、その内容が不十分であったために、トレジャーハンターの活動は継続した。
これに対応するために、2001年11月2日の第31回国際連合教育科学文化機関総会で水中文化遺産保護条約が採択された。2008年10月に批准国がその発効に必要な20か国に達したため、2009年1月2日に同条約は発効した。2023年の段階で、世界の約76か国が同条約の批准の手続きを終了している。イタリア、スペイン、ポルトガル、エジプト、メキシコ、キューバ、ミクロネシア連邦などが批准国である。一方、国連の常任理事国では、フランスのみが批准国であり、東アジアと東南アジアからは、カンボジアのみが同条約を批准している。フランス以外の国連の常任理事国に加え、ドイツ、カナダ、オーストラリア、インド、日本などの主要国も未批准である。海洋資源開発に関して高い技術力をもつ海洋利用国は、同条約が定める沿岸国管轄権の内容を危惧しており、とくに国家管轄権外の海域における生物多様性の保全に関する問題などをめぐる国際ルールに対して、同条約が一定の道標を示すのではないかという可能性を憂慮している。また、その原位置保存の原則や、同条約が敢えて触れることがなかった水中文化遺産の所有権や政府船舶である沈没船の主権免除に関連する諸問題が、同条約の批准に対する大きなハードルともなっている。

## 条文
アラビア語、中国語、英語、フランス語、ロシア語およびスペイン語を正文として作成されている。35条と附属書36規則から構成されている。
水中文化遺産保護条約の第1条では、水中文化遺産とは次の通り定義されている。水中文化遺産とは、文化的、歴史的、または考古学的な性格を有する人類の存在のすべての痕跡であり、その一部または全部が定期的あるいは恒常的に、少なくとも100年間水中にあった次の三つのものである。第一は、遺跡、構築物、建造物、人工物および人間の遺骸で、考古学的および自然的な背景を有するもの、第二は、船舶、航空機、その他の乗物もしくはその一部、その貨物あるいはその他の積載物で、考古学的および自然的な背景を有するもの、第三は、先史学的な性格を有するものである。
水中文化遺産保護条約では、国連海洋法条約が規定する海域区分にしたがって、それぞれ、内水、群島水域、領海、接続水域、大陸棚、排他的経済水域、深海底にある水中文化遺産の保護措置を定めている。その実効のため、同条約の締約国間での水中文化遺産の調査、研究、保存、公開、水中考古学訓練を含む教育などの側面での協力や情報共有が謳われている。一方、水中文化遺産を対象とする活動は、適切な学術的能力かつ資格を持った水中を専門とする考古学者の指揮、監督下によるものだけに限定されるとして、違法な取引の対象となった水中文化遺産の押収や処分にも言及している。
水中文化遺産保護条約の二大柱は、水中文化遺産の商業的利用の厳禁と水中文化遺産の原位置保存の原則である。前者は、同条約がそもそもトレジャー・ハンターへの対応として起草されてきたという経緯を物語っている。後者についていえば、すなわち、水中文化遺産を渚から移動したり海底から引き揚げたりしてはならず、その現場において考古学者が保存された水中文化遺産の研究を実施していかなければならないというものである。しかしながら、盗掘や港湾工事などによる破壊によって危険にさらされている場合には、適切な保存処理が行われるという前提で、遺物の引き揚げも例外的に認められている。
良く誤解されてはいるが、水中文化遺産になるという意味は、国際連合教育科学文化機関の世界遺産のように、当該水中文化遺産の沿岸国や起源国が国際連合教育科学文化機関に申請を行ったり、国際連合教育科学文化機関が登録をしたりするというような話ではない。100年を経過した時点で、自動的にすべて水中文化遺産となる。1912年に沈没したタイタニック号は、2012年に自動的に水中文化遺産となり、水中文化遺産保護条約の規制下に入った。日露戦争中に沈没した艦船はすでに、すべてが水中文化遺産である一方、第二次世界大戦中に沈没した艦船や海没遺骨はすべて、2045年以降に水中文化遺産となる。